# 鄚玖
鄚玖（越南语：／，1655年6月11日—1735年7月17日），17世紀末、18世紀初越南河仙鎮的華僑領袖及實際統治者。
鄚玖本姓「莫」，及至僑居越南後，因避免與篡黎自立的莫登庸的家姓相混淆，便在自己的姓「莫」上加上「阝」（邑部），成為「鄚」氏。他是中國廣東雷州人氏，明朝滅亡後，因不願受滿清的統治而流亡到柬埔寨，奉柬埔寨國王命令帶領華人僑居於湄公河三角洲。他在該地建立城市河仙（今越南堅江省一帶），積極開發及進行管治，使之成為繁榮的中南半島城市。後來向越南舊阮稱臣，獲授河仙鎮總兵一職。去世後，其子孫繼續統治河仙鎮，直至1832年為止。
由於對河僊一帶開發的功績，鄚玖至今備受當地華僑的尊崇。

## 早年事跡及僑居河仙

### 身世及移居異地
鄚玖於1655年6月11日（中國南明永曆九年農曆五月初八日）出生，原籍廣東省雷州府海康縣黎郭社。在他年幼的時候，中國南方各地的南明勢力相繼被滿清所滅，逐漸歸入清帝國的統治之下。
1671年，鄚玖17歲時，因不肯屈服於清朝的統治，於是離鄉別井，移居到柬埔寨，不久便得到國王的寵信，並册封其为「屋牙」，委任他管理該國的商賈事務。

### 僑居河仙
鄚玖居住在柬埔寨一段時間後，感到自己寄人籬下，一旦失勢，就難以安身立命。到了約17世紀末，鄚玖為了自保起見，便收買柬埔寨國王的寵姬倖臣，使之向國王說情，讓鄚玖治理湄公河三角洲的恾坎。（柬埔寨語名稱「Man Kham」的音譯。又稱為方城、芳城或幡城，譯自柬埔寨語，意為港口。）經國王批准後，鄚玖被委任為恾坎的「屋牙」。（柬埔寨語，意為公爵，地方長官或鎮守。）從此，鄚玖便長期居留在恾坎，亦即後來的河仙。不過，這一地區實行雙頭政治制度，鄚玖統治華人及越南人，當地高棉人則繼續由駐紮在班迭密的高棉族長官「屋牙·列謝塞泰」（ឧកញ៉ារាជាសេដ្ឋី，Okna Reachea Setthi）統治。這個雙頭政治制度直到1771年暹羅入侵河僊之後才宣告終結。
※關於鄚玖定居河仙的時間，阮朝學者鄭懷德所編的《嘉定城通志》列於「大清康熙十九年」（1680年）鄚玖投靠柬埔寨之後。
《東南亞歷史詞典》則說鄚玖是在1681年受封為開發恾坎的屋牙。戴可來則認為武世營的《河仙鎮協鎮鄚氏家譜》已說明鄚玖投靠柬埔寨時是17歲，即1671年，又說約在1679年即鄚玖管治河仙期間，遭受了一次暹羅的攻擊。如這個說法是正確，鄚玖移居河仙的時間便在1671年至1679年之間。

## 在河仙的經營與管治

### 開放河仙門戶，推動商業發展
河仙（據《嘉定城通志·疆域志·河仙鎮》，由於恾坎「相傳常有仙人出沒於河上，因名河仙云。」）地處湄公河三角洲，原是柬埔寨領土，鄰近暹羅及越南舊阮的轄地，是印支南部各國的交匯處。鄚玖亦看準了這一點，於是便「招四方商旅」，吸引了「海外諸國，帆檣連絡而來。其近華（指越南人）、唐（指華僑）、獠、蠻，流民叢集，戶口稠密」，因而使河仙成為繁盛一時的港口。

### 開拓附近地域
鄚玖善於招倈外地人士入居河仙，同時亦開拓附近土地，以供給外來移民居住。據史書記載，鄚玖招攬越南流民，讓他們移居富國（越南富國島）、隴棋（柬埔寨白馬）、芹渤（柬埔寨貢布一帶）、淎㵅（柬埔寨西哈努克省雲壤（Ream））、瀝架（越南堅江省迪石市）、哥毛（越南金甌市）等地，成立「七村社」，以使這批移民安居樂業，從而亦擴張了河仙的範圍。

### 修設防禦設施
據18世紀曾旅遊越南的法國人波微（Pierre Poivre）所說，鄚玖曾學習過西方的軍事防禦技巧，並加以運用：「他曾旅行菲律賓及巴達維亞（Batavia），從歐洲人學習最佳的施政方策及自強自衛之方法、無幾，商業上之利潤容許他築起堡壘，鑿掘城濠並裝備炮隊。」鄚玖盡力地加強軍事設施，務求使河仙擁有基本的自衛能力。（波微的記載，並沒有提及鄚玖從甚麼時候開始增設這些設施。大約在1679年或更後的一個時期裡，柬埔寨及河仙受到暹羅的一次入侵，卻幾乎是全無招架之力。詳見下。）

### 財政制度
- 鼓勵農業：鄚玖用贈與、頒發的方式，將土地及農具交給農民，並且未曾向人民強制賦役或徵收營業稅等稅項，以鼓勵農業。[7]
- 開墾土地：鄚玖將當地的森林伐開，使荒地變成可耕地，並從河川引水灌溉農田，務求有豐足的收成。[7]
- 開設賭場，徵收博彩稅：為了增加財政收入，鄚玖便「開賭博場，徵課，謂之花枝，遂徵買其稅。」是為河仙的博彩稅收入。[4]

## 河仙的對外關係
河仙在鄚玖的管治下安享繁榮，但郤是強鄰環伺，而該地「乃沿海地面，可聚商生財，非用武之地」，而柬埔寨朝廷又「最怯弱」，因此，鄚玖難免遭遇外交上的困難，曾經被暹羅軍俘獲，後來為求取得保護，便向越南舊阮稱臣。

### 暹羅的入侵
在鄚玖治理河仙期間，柬埔寨曾遭受到來自暹羅的強勢進攻。據《河仙鎮協鎮鄚氏家譜》所載，該次戰役中，柬埔寨國王竟「聞警盡帶眷屬而走，暹兵至國，擄掠其女子玉帛財物而歸」，柬埔寨朝廷幾乎處於總潰敗的狀態。至於鄚玖方面，因「暹師見太公（鄚玖）雄毅之勇，甚愛，故善慰公歸國。太公無可奈何，遂從而北至暹。暹王見公顏貌，大喜悅而留之。」實際上，鄚玖成為了暹羅的俘虜，被安置在萬歲山（Mung Samut Sakawn，今沙沒沙空）。等到後來暹羅發生內亂，鄚玖才逃回河仙所屬的隴棋居住，其後返回河仙。
※有關暹羅入侵及鄚玖被扣留的具體時間，《河仙鎮協鎮鄚氏家譜》並沒有詳細交代，只列在1700年鄚玖兒子鄚天賜出生之前。《大南列傳前編》記載，在鄚玖統治期間，河僊曾遭受過兩次入侵：第一次的時間沒有記載，鄚玖被俘虜至暹羅，後趁暹羅內亂逃回隴奇；第二次時間為顯宗皇帝乙未年（1715年）春，柬埔寨王子昂丹（匿深）引導暹羅軍隊洗劫河僊後撤退，鄚玖戰敗避居隴奇。據戴可來和陳荊和的說法，暹羅第一次入侵河仙的時間大約在1679年，也就是暹羅那萊王在位期間。其後至1700年的二十餘年間，河仙似乎被暹軍或陳上川的部隊所佔領，而柬埔寨國內又戰事不斷，因此，鄚玖只能暫避隆奇（隴棋）。大約在1700年柬埔寨形勢大定之後，鄚玖才重歸河仙。

### 內附越南舊阮
鄚玖返回河仙繼續經營後不久，謀士蘇公提出「高棉素性淺薄，長於狡詐，少忠厚，非久依之勢。不若南投大越（舊阮），叩關稱臣，以結盤根之地。萬一有故，依為亟援之助。」亦即是說向越南舊阮勢力投誠稱臣，以換取其支援。鄚玖接納此一建議，便於1708年農曆八月，（此據《嘉定城通志·疆域志·河仙鎮》。《河仙鎮協鎮鄚氏家譜》說在1714年，戴可來認為有誤），親自到富春覲見舊阮君主阮福淍。阮福淍隨即授任鄚玖為河仙鎮總兵玖玉侯。鄚玖取得舊阮的承認後，便在河仙繼續其實際的統治。一直至到西山朝消滅舊阮及河仙鄚氏之前，鄚氏仍向舊阮稱臣，河仙亦從名義上歸入越南版圖，但郤維持著內政獨立的狀態。

## 去世
鄚玖於1735年7月17日（農曆五月二十七日）去世，享年八十一歲。（《嘉定城通志·疆域志·河仙鎮》則說是五月二十一日去世，享年七十八歲）舊阮追封鄚玖為開鎮上柱國大將軍、武毅公，其子鄚天賜繼領河仙鎮。

## 家庭
- 妻：裴氏廩
- 子：鄚天賜
- 女：鄚適陳[13]

## 評價
- 學者戴可來從華僑發展史的角度出發，向鄚玖作出甚高的評價，指出他與同時期居於邊和、美湫一帶的越南華僑領袖級人物楊彥迪和陳上川有所不同。因楊彥迪、陳上川只是越南舊阮的「臣僕」。而河仙鄚玖縱然名義上是舊阮或暹羅的附庸，但郤能長期維持自主政權。另外，又提到他致力招攬各色人種的人民，並在強敵蹂躪的情況下堅韌不拔，保持了河仙的繁榮，堪稱「華僑史上寫下了光輝的一頁。」[14]
- 學者郭振鐸、張笑梅則認為，以鄚玖為首的一批華僑人士，本身善於農耕、手工業及經商，有利於帶動河仙一帶的生產力，「為安南南部經濟的發展做出了巨大的貢獻。」[15]
- 法國學者保爾·布德讚揚鄚玖對河仙的開發，說「這塊人煙稀少的蠻荒之地，縱使未被鄚玖如願以償地建成一個人間樂園，但至少也已被改造成一塊人煙輻輳的可居之地了。」[7]

## 後世對鄚玖的尊崇
在越南的堅江省，當地華僑奉鄚玖為始祖，為他立祠，以作紀念。時至今日，鄚玖墓更成為當地的景點之一。
明命三年（1822年）秋，明命帝認為鄚天賜父子有功於國，追封鄚玖為樹功順義中等神，準河僊美德社依舊奉事。

### 引用
1. ↑  戴可來《河仙鎮葉鎮鄚氏家譜》注釋，附錄於，《嶺南摭怪等史料三種》，250頁。
2. 1 2 3 4  《東南亞歷史詞典·「鄚玖」條》，406頁。
3. 1 2 3 4  武世營《河仙鎮葉鎮鄚氏家譜》，收錄於《嶺南摭怪等史料三種》，231頁。
4. 1 2 3 4 5  鄭懷德《嘉定城通志·疆域志·河仙鎮》，收錄於《嶺南摭怪等史料三種》，151頁。
5. ↑  Cooke, Nola; Li, Tana, , Rowman & Littlefield: 43, 2004  [2019-02-21], ISBN 978-0-7425-3083-6, （原始内容存档于2019-06-13）
6. ↑  戴可來《<嘉定通志>、<鄚氏家譜>中所見17~19世紀初葉的南圻華僑史迹》，附錄於《嶺南摭怪等史料三種》，303-305頁。
7. 1 2 3 4   (PDF). （原始内容 (PDF)存档于2013-08-27）.
8. ↑  武世營《河仙鎮葉鎮鄚氏家譜》，收錄於《嶺南摭怪等史料三種》，231-232頁。
9. 1 2  戴可來《<嘉定通志>、<鄚氏家譜>中所見17~19世紀初葉的南圻華僑史迹》，附錄於《嶺南摭怪等史料三種》，305頁。
10. ↑  《大南列傳前編·卷六》
11. 1 2  鄭懷德《嘉定城通志·疆域志·河仙鎮》，收錄於《嶺南摭怪等史料三種》，152頁。
12. 1 2  武世營《河仙鎮葉鎮鄚氏家譜》，收錄於《嶺南摭怪等史料三種》，232頁。
13. ↑  戴可來《河仙鎮葉鎮鄚氏家譜》注釋，附錄於，《嶺南摭怪等史料三種》，252頁。
14. ↑  戴可來《<嘉定通志>、<鄚氏家譜>中所見17~19世紀初葉的南圻華僑史迹》，附錄於《嶺南摭怪等史料三種》，301-308頁。
15. ↑  郭振鐸、張笑梅《越南通史》，490-491頁。
16. ↑  . （原始内容存档于2007-09-20） （英语）.